# Корица
Кори́ца, или Кори́чник цейло́нский (лат. Cinnamomum verum) — вечнозелёное дерево, вид рода Коричник (Cinnamomum) семейства Лавровые (Lauraceae).
Корицей также называется и высушенная кора дерева, которая используется в качестве пряности.

## Ботаническое описание

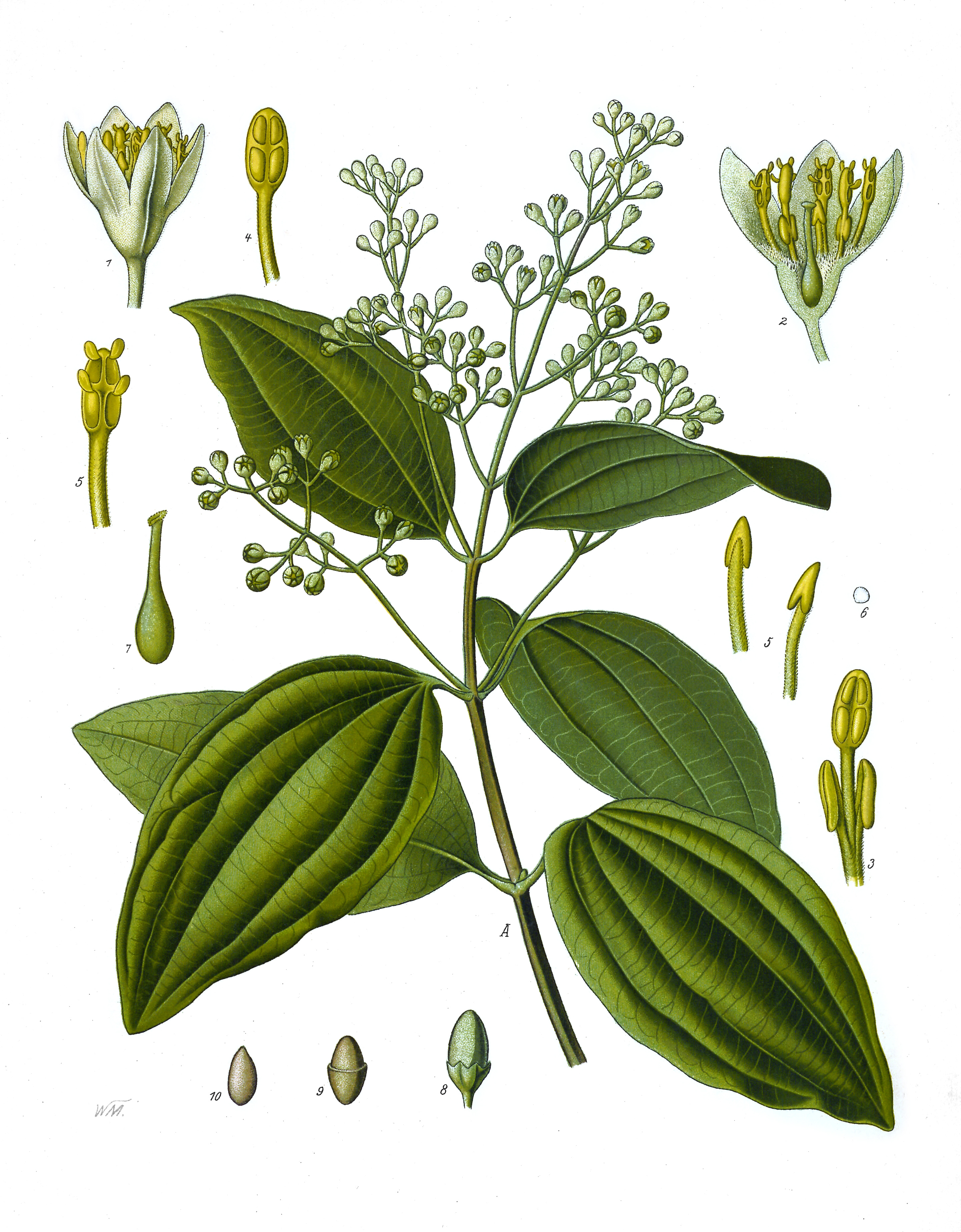

Вечнозелёное дерево, в культуре — кустарник.
Ветви цилиндрические, к верхушке трёхгранные.
Листья супротивные, на коротких черешках, овально-продолговатые, тупо или коротко заострённые, 7—18 см в длину, кожистые, с 3—7 главными жилками.
Цветы, собранные в метёлки, зеленоватого цвета и с достаточно неприятным запахом.
Плоды представляют собой фиолетовые ягоды диаметром 1 см с единственным семенем.
Корицу выращивают в течение двух лет, а затем подрезают под корень. В течение следующего года образуются около десятка новых побегов. Затем с этих побегов срезается кора. Она просушивается. Используется только тонкий (0,5 мм) внутренний слой коры; внешний древесный слой удаляется, и остаются метровые коричные полоски, которые при высыхании завиваются в длинные трубочки; каждая высушенная трубочка состоит из полосок от нескольких побегов. Эти трубочки затем для продажи разрезаются на куски 5—10 см длиной.
|                                            |  |  |
| Слева направо: цветущая ветвь, ствол, кора |  |  |

## Распространение и экология

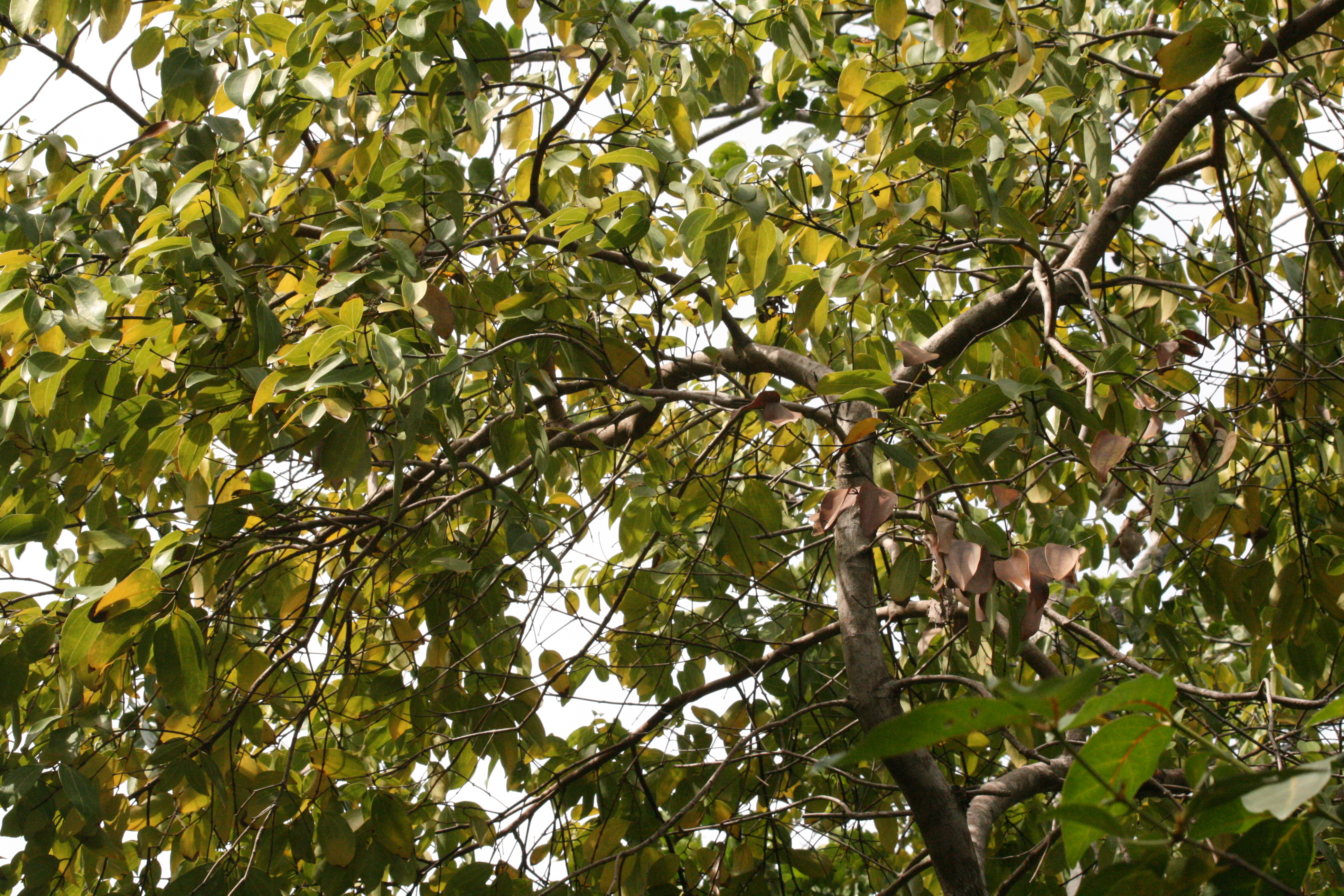
Коричное дерево на острове Кюри на Сейшельских островах

Произрастает на Шри-Ланке и в Южной Индии. Натурализовалась на Сейшельских островах, в Вест-Индии и в тропической Азии. Культивируется повсюду в тропической зоне.
Наиболее качественную корицу получают в Шри-Ланке, но растения также выращивают в коммерческих целях на Яве, Суматре, в западной Индии, Бразилии, Вьетнаме, на Мадагаскаре и в Египте. Ланкийская высококачественная корица изготавливается из очень тонкой мягкой коры светло-желтоватого или коричневого цвета, обладает приятным ароматом и необычно сладким, тёплым и приятным вкусом.

## Эфирное масло корицы
Аромат и вкус корицы обусловлен ароматическим маслом, которое содержится в корице в количестве от 0,5 % до 1 %. Это эфирное масло (коричное масло) получается после измельчения коры, вымачивания её в морской воде и последующей быстрой перегонки настоя. Масло жёлто-золотого цвета, с характерным запахом корицы и жгучим ароматным вкусом. Острый вкус и тёплый запах вызывает основной компонент масла — альдегид коричной кислоты, или коричный альдегид, или циннамаль, который составляет 90 % эфирного масла. Окисляясь со временем, масло темнеет и приобретает смолистую структуру. Среди других химических компонентов эфирного масла — эвгенол (около 10 %), бета-кариофиллен, линалоол, филландрена и метилхавикол.

## Использование

### История
Корица известна с глубокой древности. Она высоко ценилась среди древних народов, и поэтому её часто преподносили в дар только монархам и другим властителям. Корица импортировалась в Древний Египет из Китая до 2 тысячелетия до н. э. и упомянута в Исх 30:23, когда Моисею сказано использовать сладкую корицу (еврейск. קִנָּמוֹן, qinnāmôn) и кассию, и в Прит 7:17-18, где говорится о том, как женщина «спальню мою надушила смирною, алоэ и корицею». О корице также пишет Геродот и другие античные авторы. Корицу часто использовали на погребальных кострах в Древнем Риме, а император Нерон по некоторым свидетельствам сжёг годовой запас корицы на похоронах своей жены Поппеи Сабины в 65 н. э.
В Средние века происхождение корицы было загадкой для западного мира. Арабские торговцы привозили пряности по сухопутным торговым путям в Александрию в Египте, где её покупали венецианские купцы из Италии, имевшие монополию на торговлю пряностями в Европе. Остановка этой торговли с приходом других средиземноморских сил, таких как династия Мамелюков и Османская империя, была одним из многих факторов, которые вынудили европейцев активнее искать морской путь в Азию.
Наконец в конце XV века португальские купцы открыли Цейлон (Шри-Ланку) и изменили структуру традиционного производства корицы кастой salagama. Португальцы в 1518 году основали на острове крепость и ожесточённо защищали свою монополию более ста лет.
Голландские купцы выбили португальцев, заключив альянс с королевством Канди на Цейлоне. Они основали здесь почту в 1638 году, к 1640 году захватили контроль над фабриками и окончательно вытеснили португальцев к 1658 году. «Берега острова полны его, — сообщал голландский капитан, — и он лучший на всём востоке: если стоять по ветру, можно уловить запах корицы в море в восьми льё от берега» (Braudel 1984, с. 215).
Голландская восточно-индийская компания продолжила пересмотр методов выращивания корицы в диком виде и в итоге стала культивировать собственные деревья.
Англичане вытеснили голландцев в 1796 году, хотя важность цейлонской монополии уже не была столь велика. Коричные деревья стали выращивать в других местах, доступная кора кассии стала более приемлема для покупателей, а кофе, чай, сахар и шоколад стали вытеснять популярные ранее традиционные пряности.

### В кулинарии

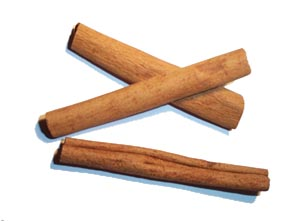
Кусочки коры корицы

Кора корицы широко используется в качестве специи, кора цейлонской корицы ценится выше, чем китайской. Главным образом, она используется в кулинарии в качестве приправы или ароматической добавки. Используется при приготовлении ряда десертов, шоколада, острых леденцов и ликёров. На Ближнем Востоке корица часто используется в острых блюдах из курицы или баранины. В Америке корицу и сахар часто используют как добавку к каше или фруктам, особенно к яблокам. Корицу используют при консервировании, особенно — в маринадах.
Корица имеет высокое антиоксидантное действие. Коричное эфирное масло также обладает антимикробными свойствами. Это свойство корицы, характерное и для других пряностей, помогающее дольше сохранять продукты в домашних условиях, натолкнуло Б. П. Токина на создание концепции фитонцидов.

### В медицине
В качестве лекарственного сырья применяют кору коричника цейлонского (лат. Cortex Cinnamomi zeylanici).
В медицине и ароматерапии применение корицы связано прежде всего с действием комплекса её летучих ароматных веществ (ЛАВ), часть из которых можно выделить в виде товарного продукта — эфирного масла. Экстракты и эфирное масло корицы заслужили репутацию ценного компонента лекарств от простуды.
В средствах массовой информации сообщалось о заметном фармацевтическом эффекте корицы при лечении сахарного диабета 2-го типа. При исследованиях использовалась не «истинная» корица, а кассия. См. ниже о путанице в терминологии. Данных доказательной медицины, подтверждающих пользу корицы при лечении сахарного диабета, не существует.
Коричное масло используется и в мазях согревающе-раздражающего действия, однако его концентрация в них ограничена.

### В парфюмерии и косметике
Эфирное масло корицы используют в духах, в композициях «восточного» направления.

## Корица и кассия
Название «корица» корректно относить к виду Cinnamomum zeylanicum, также известному как «корица настоящая» (от ботанического названия Cinnamomum verum). Однако родственное растение кассия (Cinnamomum aromaticum, китайское коричное дерево) иногда продаётся с надписью «корица», но её, в отличие от корицы настоящей, производители должны маркировать как «Индонезийская корица». Из корицы настоящей, используя только тонкий внутренний слой коры, получают лучшую, менее плотную и более рассыпчатую структуру. Корица настоящая считается более сильной и острой специей. Кассия обычно средне- или тёмно-красновато-коричневого цвета, а поскольку используется вся кора, то её трубочки толще (2—3 мм толщиной) и по структуре больше напоминают дерево. Бо́льшая часть корицы, которая продаётся в магазинах, на самом деле — кассия.
Два куска коры отличаются как внешне, так и по своим химическим характеристикам. При воздействии на порошок коры раствором йода (проверка на крахмал) настоящая высококачественная корица даёт лишь небольшой эффект, тогда как порошок коры кассии окрашивается в тёмно-синий цвет, интенсивность которого зависит от концентрации крахмала в кассии.

## Таксономия
Cinnamomum verum J.Presl, O Přirozenosti rostlin, aneb rostlinar 2(2): 36, 37–44. 1825.
Вид Корица входит в род Коричник (Cinnamomum) семейства Лавровые (Lauraceae) порядка Лавроцветные (Laurales).
|  |                                      |  |                                                             |                                                             |                    |  | ещё 6 семейств (согласно Системе APG II) | ещё 6 семейств (согласно Системе APG II) |                    |  |  |  | свыше 300 видов |
|  |                                      |  |                                                             |                                                             |                    |  | ещё 6 семейств (согласно Системе APG II) | ещё 6 семейств (согласно Системе APG II) |                    |  |  |  | свыше 300 видов |
|  |                                      |  |                                                             | порядок Лавроцветные                                        |                    |  |                                          |                                          | род Коричник       |  |  |  |                 |
|  |                                      |  |                                                             | порядок Лавроцветные                                        |                    |  |                                          |                                          | род Коричник       |  |  |  |                 |
|  | отдел Цветковые, или Покрытосеменные |  |                                                             |                                                             | семейство Лавровые |  |                                          |                                          | вид Корица         |  |  |  |                 |
|  | отдел Цветковые, или Покрытосеменные |  |                                                             |                                                             | семейство Лавровые |  |                                          |                                          |                    |  |  |  |                 |
|  |                                      |  | ещё 44 порядка цветковых растений (согласно Системе APG II) | ещё 44 порядка цветковых растений (согласно Системе APG II) |                    |  |                                          | ещё около 55 родов                       | ещё около 55 родов |  |  |  |                 |
|  |                                      |  |                                                             | ещё 44 порядка цветковых растений (согласно Системе APG II) |                    |  |                                          |                                          | ещё около 55 родов |  |  |  |                 |

### Синонимика
Список составлен на основе данных The Plant List (TPL).
- Camphorina cinnamomum (L.) Farw.
- Cinnamomum aromaticum J.Graham
- Cinnamomum barthii Lukman.
- Cinnamomum bengalense Lukman.
- Cinnamomum biafranum Lukman.
- Cinnamomum bonplandii Lukman.
- Cinnamomum boutonii Lukman.
- Cinnamomum capense Lukman.
- Cinnamomum cayennense Lukman.
- Cinnamomum cinnamomum (L.) Cockerell, nom. inval.
- Cinnamomum cinnamomum (L.) H.Karst., nom. inval.
- Cinnamomum commersonii Lukman.
- Cinnamomum cordifolium Lukman.
- Cinnamomum decandollei Lukman.
- Cinnamomum delessertii Lukman.
- Cinnamomum ellipticum Lukman.
- Cinnamomum erectum Lukman.
- Cinnamomum humboldtii Lukman.
- Cinnamomum iners Wight, nom. illeg.
- Cinnamomum karrouwa Lukman.
- Cinnamomum leptopus A.C.Sm.
- Cinnamomum leschenaultii Lukman.
- Cinnamomum madrassicum Lukman.
- Cinnamomum maheanum Lukman.
- Cinnamomum mauritianum Lukman.
- Cinnamomum meissneri Lukman.
- Cinnamomum ovatum Lukman.
- Cinnamomum pallasii Lukman.
- Cinnamomum pleei Lukman.
- Cinnamomum pourretii Lukman.
- Cinnamomum regelii Lukman.
- Cinnamomum roxburghii Lukman.
- Cinnamomum sieberi Lukman.
- Cinnamomum sonneratii Lukman.
- Cinnamomum vaillantii Lukman.
- Cinnamomum variabile Lukman.
- Cinnamomum wolkensteinii Lukman.
- Cinnamomum zeylanicum Blume, nom. illeg.
- Cinnamomum zeylanicum Breyn.
- Cinnamomum zollingeri Lukman.
- Laurus cinnamifera Stokes
- Laurus cinnamomea Salisb.
- Laurus cinnamomum L.
- Laurus montana Link ex Meisn.
- Laurus rigida Wall.
- Persea cinnamomum Spreng.